# Little Bardfield
 (avril 2023).
Little Bardfield est un village et une paroisse civile de l'Essex, en Angleterre.